# Келвин Киптум
Келвин Киптум Черијот (енгл. Kelvin Kiptum; Чепсамо, 2. децембар 1999 — Каптагат, 11. фебруар 2024) био је кенијски тркач на дуге стазе и светски рекордер у маратону, једини човек у историји који је истрчао 42 километра и 195 метара за испод два сата и један минут, у трци која испуњава услове за рекорд.
2022. године Киптум је трчао најбржи маратон икада за једног дебитанта када је победио у маратону у Валенсији, поставши тек трећи човек у историји који је истрчао ову деоницу за мање од два сата и два минута, што је у том моменту, било четврто најбрже време икада. Уследио је деби на Лондонском маратону 2023. где је истрчао друго најбрже време у историји са 2:01:25, 16 секунди спорије од тада актуелног светског рекорда Елиуда Кипчогеа. У својој следећој трци, Чикашком маратону, у октобру 2023, надмашио је светски рекорд за 34 секунде са временом 2:00:35. 

## Каријера
У својој 18. години, у октобру 2018., Келвин Киптум је победио на полумаратону у Елдорету у својој родној Кенији са временом 1:02:01.  Затим је дебитовао на међународној сцени на Лисабонском полумаратону у Португалији, у марту 2019., где је завршио пети са новим личним рекордом 59:54. Исте године, Киптум је учествовао на још пет трка у северној и западној Европи. У децембру 2020. године, истрчао је полумаратон за 58:42, заузевши шесто место у Валенсији у Шпанији. У Ленсу у Француској је 2021. победио у полумаратону у времену од 59:35. У Валенсији је потом заузео осмо место у времену 59:02.

### 2023: Светски рекорд у маратону
У свом дебију на Лондонском маратону у априлу 2023., Киптум је тријумфовао са тада другим најбржим временом у историји од 2:01:25, рекордом стазе који је био само 16 секунди спорији од светског рекорда Елиуда Кипчогеа. Прву половину трке Киптум је истрчао за више од сат времена, док је другу половину трке истрчао за 59:45, што је тада био најбржи полумаратон икада у пуној маратонској трци.  
У својој следећој трци, која је била његов трећи маратон у животу, у Чикагу 8. октобра 2023., Киптум је поставио светски рекорд са временом 2:00:35, надмашивши Кипчогеов рекорд за 34 секунде и поправивши рекорд стазе за више од три минута. Киптум је поново трчао спорије у првом делу трке (60:48), да би у другом делу трчао 59:47 (13:51 између 30. на 35. километра у супер брзом темпу од 2:47 за километар, што је 21,66 км на сат, за време од 27:52 између 30. и 40. километра).  
Након Киптумовог рекордног учинка, његов тренер Жерве Хакизимана је навео да је Киптум трчао 250 до 280 км недељно као припрему за Лондонски маратон. Киптумова рутина је подразумевала свакодневна јутарња трчања у дужини од 25-28 км и интензивна дуга трчања од 30-40 км у маратонском темпу четвртком и недељом.

## Достигнућа
Информације са профила Келвина Киптума на сајту Светске атлетике.

### Лични рекорди:

#### Атлетска стаза
- 10.000 метара — 28:27,87 (Стокхолм 2021)

#### Друм
- 10 километара — 28:17 (Утрехт 2019)
- Полумаратон — 58:42 (Валенсија 2020)
- Маратон — 2:00:35 (Чикаго 2023) — Светски рекорд

## Смрт
Kиптум и његов тренер из Руанде Жерве Хакизимана погинули су у аутомобилској несрећи 11. фебруара 2024. око 23.00 часа близу места Kаптагат у Раседној долини. Kелвин Kиптум је возио кола са два путника, својим тренером, који је такође погинуо, и једном женом, која је тешко повређена. Према извештају полиције Киптум је изгубио контролу над возилом, излетео са пута и ударио у дрво. Несрећа се догодила између места Елдорет и Kаптагат у западној Kенији, у срцу висинске области познате као база за тренирање маратонаца.